# Takao Kobayashi
Takao Kobayashi (小林 隆男, Kobayashi Takao; 1961) is een Japanse hoogleraar en amateurastronoom, die zijn waarnemingen doet in het Ōizumi Observatorium.
Kobayashi heeft meer dan 2000 planetoïden ontdekt. Hij heeft tevens de komeet P/1997 B1 (Kobayashi) ontdekt, die hij oorspronkelijk rapporteerde als een planetoïde.
De planetoïde (3500) Kobayashi is naar hem vernoemd.

## Werk
Takao Kobayashi werkt als professor aan het Interdisciplinary Graduate School of Science and Engineering. Hiernaast werkt hij bij Mitsubishi Chemical Corporation. 